# M-408
La M-408 es una carretera de la Red Principal de la Comunidad de Madrid. Con una longitud de 5,57 km, discurre entre las localidades de Parla en su enlace con la A-42 en el punto kilométrico 19 y Pinto en su enlace con la M-506. 
Posee un enlace con la autopista radial de peaje R-4, en el punto kilométrico 1 de esta última. Esta carretera une la Comunidad de Madrid con Ocaña (Toledo), circulando paralela a la A-4.
En 2011 el tráfico promedio fue de 17.688 vehículos diarios y el tráfico de vehículos pesados supone un 6,63 % de la mencionada cifra.

## Futuro
Se espera el desdoblamiento de la M-408, cuya realización fue comprometida en 2024 por la Dirección General de Carreteras de la Comunidad de Madrid.